# Temeke (sockenhuvudort i Kina, Xinjiang Uygur Zizhiqu, lat 47,22, long 89,74)
Temeke (kinesiska: 铁买克, 铁买克乡) är en sockenhuvudort i Kina. Den ligger i den autonoma regionen Xinjiang, i den nordvästra delen av landet, omkring 420 kilometer nordost om regionhuvudstaden Ürümqi. Antalet invånare är 4 600. Befolkningen består av 2 116 kvinnor och 2 484 män. Barn under 15 år utgör 19,0 %, vuxna 15-64 år 75 %, och äldre över 65 år 5,0 %.
Runt Temeke är det mycket glesbefolkat, med 2 invånare per kvadratkilometer. Närmaste större samhälle är Koktokay, 5,7 km öster om Temeke. Trakten runt Temeke består i huvudsak av gräsmarker.
Genomsnittlig årsnederbörd är 231 millimeter. Den regnigaste månaden är juli, med i genomsnitt 36 mm nederbörd, och den torraste är mars, med 7 mm nederbörd.